# Pistil
En pistil, også kaldet en støder, er den stav  man benytter til at knuse indholdet med i en morter.